# Kanton Amilly
Kanton Amilly (francouzsky Canton d'Amilly) je francouzský kanton v departementu Loiret v regionu Centre-Val de Loire. Tvoří ho devět obcí.

## Obce kantonu
- Amilly
- Chevillon-sur-Huillard
- Conflans-sur-Loing
- Lombreuil
- Mormant-sur-Vernisson
- Saint-Maurice-sur-Fessard
- Solterre
- Villemandeur
- Vimory